# Jassidophaga triloba
Jassidophaga triloba är en tvåvingeart som först beskrevs av Yang och Xu 1989.  Jassidophaga triloba ingår i släktet Jassidophaga och familjen ögonflugor. Inga underarter finns listade i Catalogue of Life.